# 139 (getal)
139 is een natuurlijk getal volgend op 138 en voorafgaand aan 140. Het is het 34e priemgetal en is de som van vijf opeenvolgende priemgetallen: 139 = 19 + 23 + 29 + 31 + 37.